# Credicorp
Credicorp es un holding financiero peruano, con presencia en Colombia, Bolivia, Chile, Panamá y Estados Unidos. Cuenta con una plataforma de banca universal, seguros y pensiones, además de estar involucrada en microfinanzas, banca de inversión y gestión de patrimonios en América Latina. Es una empresa componente del índice S&P/BVL Perú General.
Sus principales subsidiarias operativas son el Banco de Crédito del Perú (BCP), Mibanco, BCP Bolivia, Atlantic Security Bank (ASB), Grupo Pacífico Seguros, AFP Prima, y Credicorp Capital.

## Historia
Credicorp Ltd. se fundó formalmente en 1995 bajo las leyes de Bermuda luego de adquirir mediante una oferta de intercambio las acciones comunes correspondientes al Banco de Crédito del Perú (BCP), el Atlantic Security Holding Corporation y Pacífico Compañía de Seguros y Reaseguros S.A.: 90.1%, 98.2% y 75.8%, respectivamente. El Banco de Crédito es un banco peruano creado en 1891, mientras que Pacífico Compañía de Seguros es el resultado de la fusión dos aseguradoras peruanas y el Atlantic Security Bank, un banco de Islas Caimán creado en 1981.
El objetivo del nuevo holding era crear una estructura societaria para agrupar las varias empresas gestionadas por el BCP y de esta forma diversificar sus servicios. Más adelante, Credicorp Ltd. entró en la Bolsa de Valores de Nueva York. Al año siguiente, esta sociedad adquirió el 1.8% restante de las acciones de Atlantic Security.
En 1998 entra en operaciones la entidad financiera Mibanco, siendo el BCP uno de sus accionistas. Estaba enfocada en las pequeñas y medianas empresas.
En 2001, la entidad bancaria se vio involucrada en el caso Hayduk, donde un video divulgado generó preocupaciones sobre el papel de Dionisio Romero en las actividades del grupo industrial correspondiente. Si bien la entidad bancaria fue inicialmente atribuida de cubrir las deudas de Hayduk, el caso fue cerrado en 2007.
En 2012, Credicorp Ltd. ejecutó un plan de expansión regional en banca de inversión y gestión de activos: adquirió la mayoría de las acciones de Correval (Colombia) y de IM Trust (Chile), y escindió un bloque patrimonial del Banco de Crédito del Perú para formar Credicorp Capital Perú. Con estas tres principales empresas, se constituyó Credicorp Capital Ltd., subsidiaria del holding que maneja parte de la cartera de banca de inversión. 
Hacia el 2016, Credicorp Capital Ltd. había adquirido el total de acciones de Correval (ahora Credicorp Capital Colombia) e IM Trust (ahora Credicorp Capital Chile). En 2020, absorbió también a las empresas colombianas Ultraserfinco y Banco Compartir (hoy MiBanco Colombia). Esta subsidiaria es también dueña de Credicorp Capital Securities y Credicorp Capital USA (EE. UU.), así como de Credicorp Capital UK (Reino Unido).
Además, el Atlantic Security Corporation maneja principalmente las operaciones del Atlantic Security Bank, que presta servicios de banca de inversión y gestión de patrimonios en Panamá. Junto con Credicorp Capital Ltd., son las dos subsidiarias que manejan la cartera de inversión del holding. 
Entre 2017 y 2019, se produjo una nueva reestructuración. Otra de las subsidiarias del holding, el Grupo Crédito S.A., adquirió la totalidad de acciones del Banco de Crédito del Perú. A través de Grupo Crédito, Credicorp Ltd. maneja no solo el Banco de Crédito del Perú, sino también el Banco de Crédito de Bolivia (operando como BCP Bolivia), la administradora de fondos de pensiones AFP Prima, el fondo de inversión Independencia II y la compañía de inversión digital Krealo SPA. 
Al día de hoy, más del 70% de las acciones de Credicorp Ltd. corresponden a tenencias que se negocian en la Bolsa de Valores de Nueva York. El 13% de acciones le corresponde a la familia Romero y el 15% al Atlantic Security Corporation.

## Percepción
En 2017 la revista Semana Económica calificó como la empresa más poderosa en su Encuesta del Poder. En ese año, el anuncio publicitario Cholo soy realizado entre BCP y Mibanco obtuvo el premio Effie.